# Dioridium hirsutum
Dioridium é um gênero de coleóptero da tribo Chlidonini (Cerambycinae), com distribuição nos estados de Goiás e Mato Grosso (Brasil).

## Sistemática
- Ordem Coleoptera
  - Subordem Polyphaga
    - Infraordem Cucujiformia
      - Superfamília Chrysomeloidea
        - Família Cerambycidae
          - Subfamília Cerambycinae
            - Tribo Eburiini
              - Gênero Dioridium
                - Dioridium hirsutum (Zajciw, 1961)